# Masatsugu Kawachi
Masatsugu Kawachi (jap. 川内 将嗣, Kawachi Masatsugu; * 25. November 1985 in Kashima, Präfektur Saga) ist ein japanischer Boxer.

## Karriere
Der rund 1,78 m große Rechtsausleger besuchte die Senshū-Universität in Tokio. Er wurde 2005 Japanischer Meister im Weltergewicht, sowie 2006, 2007, 2008, 2009, 2011 und 2015 Japanischer Meister im Halbweltergewicht. 2007 und 2009 wurde er jeweils zu Japans Amateurboxer des Jahres gewählt.
Bei den Weltmeisterschaften 2007 in Chicago gewann er überraschend eine Bronzemedaille im Halbweltergewicht. Er besiegte dabei den Vize-Europameister der Kadetten Levan Gwamichawa, den Europameister Eduard Hambardsumjan, sowie die beiden Olympiasieger Manus Boonjumnong und Félix Díaz. Erst im Halbfinale schied er gegen den späteren zweifachen Weltmeister und Olympiasieger Serik Säpijew aus. Er wurde damit der erste japanische Medaillengewinner bei Boxweltmeisterschaften seit 1978, als damals Kōki Ishii Bronze im Fliegengewicht gewann.
Er war daraufhin für die Olympischen Sommerspiele 2008 in Peking qualifiziert, wo er jedoch diesmal noch im ersten Kampf gegen Manus Boonjumnong ausschied. 2009 gewann er im Halbweltergewicht eine Bronzemedaille bei den Asienmeisterschaften in China und nahm im selben Jahr auch an den Weltmeisterschaften in Mailand teil, verlor dort jedoch seinen ersten Kampf gegen Egidijus Kavaliauskas. Bei der WM 2011 in Baku verlor er im zweiten Kampf gegen Danijar Jeleussinow.
Eine weitere Bronzemedaille gewann er bei den Asienspielen 2014 in Südkorea, wobei er unter anderem Manoj Kumar besiegte.